# Diplazium fuenzalidae
Diplazium fuenzalidae är en majbräkenväxtart som beskrevs av Espin.
Diplazium fuenzalidae ingår i släktet Diplazium och familjen Athyriaceae. Inga underarter finns listade i Catalogue of Life.